# Dulce Figueiredo

Dulce Figueiredo, 1978

Dulce Figueiredo (* 11. Mai 1928; † 6. Juni 2011 in Botafogo, Rio de Janeiro; geborene Dulce Maria Guimarães de Castro) war Ehefrau des brasilianischen Generals João Figueiredo, der von 1979 bis 1985 als nicht demokratisch gewählter Präsident die Militärregierung in Brasilien führte.
Aus der Ehe mit Figueiredo gingen zwei Söhne hervor. Nach dem Tod ihres Mannes im Dezember 1999 versteigerte sie 2001 aus seinem Nachlass 218 Objekte, darunter eine von Ronald Reagan geschenkte Bronzeplastik eines Cowboys, zwei Gemälde von Di Cavalcanti, eine von Antônio Carlos Magalhães erhaltene Rochusstatue, ein Tintenfass des spanischen Königs Juan Carlos I., einen Silberteller von Augusto Pinochet und eine Zigarrenkiste von Valéry Giscard d’Estaing.